# Ryan Stassel
Ryan Stassel, né le 23 octobre 1992 à Anchorage, est un snowboardeur américain. Durant sa carrière, il a remporté la médaille d'or en slopestyle aux Mondiaux 2015 à Kreischberg, devenant le premier Américain champion du monde dans cette discipline. En 2014, il avait participé aux Jeux olympiques de Sotchi et pris la quatorzième place en slopestyle.

## Palmarès

### Championnats du monde
- Championnats du monde 2015 à Kreischberg (Autriche):
  -  Médaille d'or en slopestyle.